# 鄉村社會學 (期刊)
《鄉村社會學》（Sociologia Ruralis）是一份1960年起出版的英語鄉村社會學學術期刊，由歐洲鄉村社會學會（European Society for Rural Sociology）發行、Wiley-Blackwell出版，現任主編是艾希特大學地理學教授亨利·布勒（Henry Buller）。該期刊收錄研究鄉村地區社會、政治、文化與未來發展等面向的社會科學文章，涵蓋社會階級、經濟、政府、貧窮等議題。
根據《期刊引證報告》數據顯示，《鄉村社會學》2011年時的影響因子是1.362，在138份社會學期刊中排名第28。

## 外部連結
- 《鄉村社會學》在出版社官網的介紹 （页面存档备份，存于） （英文）